# Churchill (tramhalte)
Churchill is een Brusselse tram- en bushalte van de MIVB in het noorden van de gemeente Ukkel. De tramhalte ligt aan een eigen tracé in het midden in de weelderige Winston Churchilllaan, waar hij naar genoemd is. Er is ook een bushalte voor lijn 60. Die lijn kruist de Churchillaan eigenlijk iets verderop (aan de halte Edith Cavell), maar maakt een soort lus om de halte Churchill toch te bedienen en de klanten een overstap te bieden op tramlijn 10.
Churchill is de eindhalte van de uit westelijke richting komende tram 10, die gebruikmaakt van een keerlus rond de Winston Churchillrotonde. Tramlijn 7 rijdt komend uit het oosten nog een halte verder tot Vanderkindere.
Voor de herschikking van het Brusselse tramnet (2007-2008) was Churchill alleen het virtuele eindpunt van de lijnen 3 en 23 (de voorloper van lijn 7). Feitelijk betrof het een doorgaande lijn, die aan de halte Churchill van nummer wisselde.

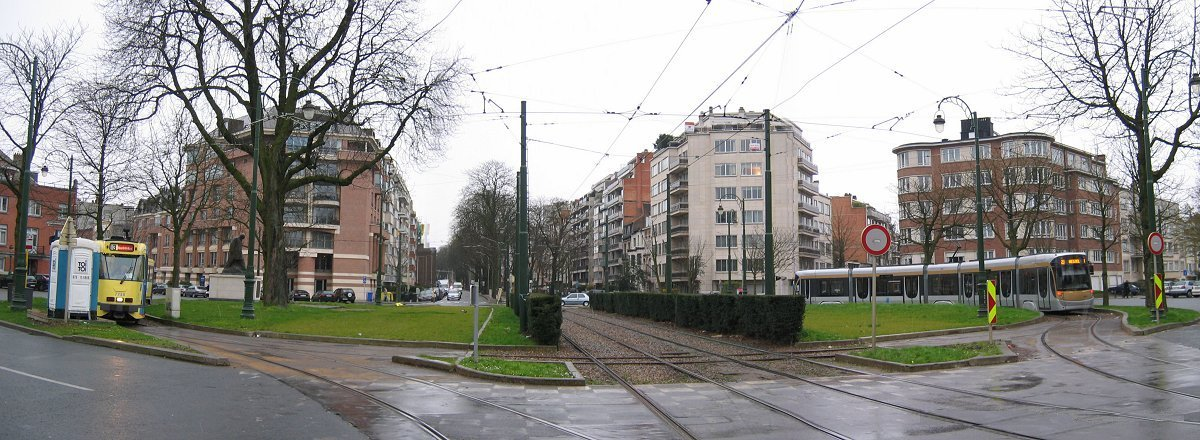
Een panoramafoto van de bovengenoemde rotonde; links (noordzijde) staat tram 3 te wachten, rechts (zuidzijde) tram 23.

## Tramlijnen
|  | 7 - Heizel - Vanderkindere          |
|  | 10 - Militair Hospitaal - Churchill |

## Buslijnen
|  | 60 - Ambiorix - Ukkel-Kalevoet |

## Plaatsen en straten in de omgeving
- De Winston Churchilllaan en -rotonde, en de residentiële wijk errond
- Verschillende ambassades en consulaten

Heizel · 
Sint-Lambertus · 
De Wand · 
Araucaria · 
Braambosjes · 
Heembeek · 
Van Praet · 
Docks Bruxsel · 
Prinses Elisabeth · 
Demolder · 
Paul Brien-ziekenhuis · 
Louis Bertrand · 
Heliotropen · 
Chazal · 
Leopold III · 
Meiser · 
Diamant · 
Georges Henri · 
Montgomery · 
Boileau · 
Pétillon · 
Arsenaal · 
VUB · 
Etterbeek Station · 
Roffiaen · 
Buyl · 
Ter Kameren-Ster · 
Legrand · 
Bascule · 
Longchamp · 
Gossart · 
Cavell · 
Churchill · 
Vanderkindere
Militair Hospitaal · 
Mercator · 
Simone Veil · 
Marguerite Yourcenar · 
Nelson Mandela · 
Groenweg · 
Peter Benoit · 
Zavelput · 
Anker · 
Heembeek · 
Docks Bruxsel · 
Mabru · 
Jules De Trooz · 
Masui · 
Thomas · 
Noordstation · 
Rogier · 
De Brouckère · 
Beurs - Grote Markt - Anneessens-Fontainas · 
Lemonnier · 
Zuidstation · 
Hallepoort · 
Sint-Gillisvoorplein · 
Horta · 
Albert · 
Berkendaal · 
Vanderkindere · 
Churchill